# Giangiacomo Feltrinelli Editore
Feltrinelli (Giangiacomo Feltrinelli Editore) är ett italienskt förlagshus som grundades 1954 av Giangiacomo Feltrinelli i Milano. Feltrinelli fick snabbt stora framgångar, bland annat genom publiceringen av Boris Pasternaks Doktor Zjivago. Förlaget driver även bokhandelskedjan La Feltrinelli.